# 9K38 Igla
9K38 Igla (ryska: 9К38 Игла - nål) är en rysk/sovjetisk bärbar, värmesökande luftvärnsrobot. Dess NATO-benämning är SA-18 Grouse. Den mest avancerade versionen av Igla kan söka in på sitt mål från alla håll.
En variant är 9K310 Igla-1, vars NATO-benämning är SA-16 Gimlet.
Igla-M (NATO-benämning SA-N-10 Grouse) är dess marina motsvarighet.

## Historia
Utvecklingen av en ny sovjetisk, bärbar luftvärnsrobot med kort räckvidd började hos Kolomna OKB år 1971 som SAM 37. I motsats till vad som ofta rapporteras så är Igla inte en förbättrad version av den äldre Strela-familjen (9K32 Strela-2 och 9K34 Strela-3) utan representerar ett helt nytt projekt. Huvudmålet var att skapa en robot med bättre motståndsförmåga mot motåtgärder och en bredare möjlighet att anfalla från fler vinklar än den tidigare Strela-seriens robotar.
Tekniska svårigheter gjorde snabbt gällande att utvecklingen skulle ta mer tid i anspråk än vad som först uppskattats. År 1978 delades programmet i två delar; Medan utvecklingen av den fullt kapabla Igla skulle fortsätta så skulle man samtidigt utveckla en förenklad version (Igla-1) med en enklare IR-sökare som i sin tur baserade sig på den tidigare Strela-3. På så sätt kunde man ta i bruk en enklare version innan den fullt kapabla versionen var färdigställd.

## Igla-1
9K310 Igla-1 (NATO-benämning SA-16 Gimlet) och dess 9M313-robot antogs för bruk inom Röda armén 11 mars 1981. De huvudsakliga skillnaderna från Strela-3 är:
- Valbart IFF-system för att förhindra beskjutning av egna flygplan.
- Automatisk framförhållning och överslag för att förenkla avfyrning och reducera minimiskjutavstånd.
- En något kraftigare raketmotor, minskat luftmotstånd och ett bättre styrsystem som förlänger max-räckvidden och förbättrar prestanda mot snabba mål.
- Förbättrad verkan mot mål erhålls genom en fördröjd tändning. I slutmanövern träffar roboten flygkroppen istället för jetutblåset och en sekundär laddning antänder eventuellt återstående raketbränsle vid träff.
- Förbättrat motstånd mot motåtgärder (mot både skenfacklor och ALQ-144-seriens störsändare).
- Något förbättrad sökarkänslighet.

Enligt tillverkaren så har sydafrikanska tester visat Iglas överlägsenhet gentemot dess amerikanska motsvarighet, den år 1982 ibruktagna, men lättare och mindre amerikanska FIM-92 Stinger-roboten. Ett annat test i Kroatien visade dock inte på någon klar överlägsenhet, men påvisade lite bättre sökarprestanda och enbart en marginellt kortare flygtid och en längre räckvidd för Iglan.
Enligt Kolomna OKB, har Igla-1 utslagschans på 30–48% mot oskyddade mål vilket reduceras till 24% när målet skyddas av skenfacklor och störning. I en annan rapport påstod tillverkaren att roboten hade en utslagschans 59% mot ett ankommande och 44% mot avlägsnande F-4-flygplan som inte använder motmedel eller som gör undanmanövrar.

## Igla
Den färdigutvecklade 9K38 Igla (NATO-benämning SA-18 Grouse) med roboten 9M39 antogs slutligen för användning i Röda Armén 1983. De största förbättringarna gentemot Igla-1:an inkluderar:
- Mycket förbättrad motstånd mot facklor och störning.
- Känsligare målsökare, en utökad kapacitet att anfall mål framifrån.
- Något större räckvidd.
- Raketmotor med högre impuls och en kortare brinntid ger högre topphastighet (men ungefärligen samma flygtid till max-räckvidd) och ett bränsle som fungerar som sprängämne när den detoneras av en sekundär stridsladdning.

Tester i Finland har visat att i jämförelse med den franska Mistral-roboten, så har 9K38 Igla en kortare räckvidd, mindre sökarkänslighet och mindre stridsladdning men överlägset motstånd mot motåtgärder.

## Andra varianter

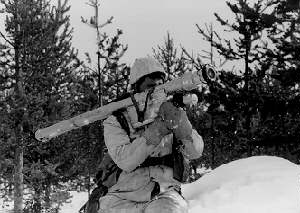
En soldat visar upp en Igla-1.

Flera varianter av Iglan utvecklades för specifika användningsområden:
- Igla-1E – Exportvariant?
- Igla-1M – Marinvariant (NATO-benämning SA-N-10).
- Igla-1D – En variant med separat avfyrningsrör och robot för fallskärmsjägare och specialstyrkor.
- Igla-1V – Luftburen variant, huvudsakligen för stridshelikoptrar.
- Igla-1N – En variant med tyngre stridsladdning på bekostnad av räckvidd och fart.
- Igla-1A – Exportvariant?
- Igla-S – (NATO-benämning SA-24 Grinch) Den nyaste varianten är avsevärt förbättrad med längre räckvidd, känsligare sökare, förbättrat motstånd mot de senaste motåtgärderna och en tyngre stridsladdning.

I motsats till den amerikanska Stingern som genomgick ett flertal förbättrings- och moderniseringsprogram under 1980- och 1990-talen, så gjordes det inga betydande uppgraderingar mellan 9K38 Igla (1983) och Igla-S (2002).

## Jämförelsetabell mellan Igla och andra bärbara luftvärnsrobotar
| Vapen                                 | 9K34 Strela-3                                                            | 9K38 Igla                                                                              | 9K310 Igla-1                                                                      | FIM-92A Stinger                                                    |
| Antagningsår                          | 1974                                                                     | 1983                                                                                   | 1981                                                                              | 1982                                                               |
| Vikt, fullt system, skjutfärdigt      | 17,0 kg                                                                  | 17,9 kg                                                                                | 17,9 kg                                                                           | 14,3 kg                                                            |
| Vikt, robot                           | 10,3 kg                                                                  | 10,8 kg                                                                                | 10,8 kg                                                                           | 10,1 kg                                                            |
| Vikt, stridsladdning                  | 2 kg, varav 390 g TNT                                                    | 2 kg, varav 390 g TNT                                                                  | 2 kg, varav 390 g TNT                                                             | 2 till 3 kg, varav 450 g HE                                        |
| Stridsladdningstyp                    | Styrd energiexplosion med fragmenterad stridsladdning med zonanslagsrör. | Styrd energiexplosion med fragmenterad stridsladdning med fördröjd zonanslagsrör.      | Styrd energiexplosion med fragmenterad stridsladdning med fördröjd zonanslagsrör. | Ringformig explosionsfragmentering med försenad kollisionständrör. |
| Flyghastighet, medel / topp           | 470 m/s upprätthållen                                                    | 600 m/s upprätthållen                                                                  | 600 m/s / 800 m/s                                                                 | 700 m/s / 750 m/s                                                  |
| Max-räckvidd                          | 4100 m                                                                   | 5200 m                                                                                 | 5000 m                                                                            | 4500 – 4800 m                                                      |
| Målets maximala hastighet, inkommande | 260 m/s                                                                  | 360 m/s                                                                                | 360 m/s                                                                           | ?                                                                  |
| Målets maximala hastighet, utgående   | 310 m/s                                                                  | 320 m/s                                                                                | 320 m/s                                                                           | ?                                                                  |
| Sökartyp                              | Kvävekyld, blysulfid (PbS)                                               | Kvävekyld indium-antimon (InSb) huvudkanal, okyld blysulfid (PbS) för motmedelskanalen | Kvävekyld, indium-antimon (InSb)                                                  | Argonkyld, indium-antimon (InSb)                                   |
| Sökardetaljer                         | Frekvensmodulerad                                                        | Frekvensmodulerad, med luftmotståndsreducerande nossond                                | Frekvensmodulerad, med luftmotståndsreducerande trebensmonterad noskon            | Frekvensmodulerad                                                  |

## Användning i den förmenta komplotten motAir Force One
12 augusti 2003 togs den brittiske medborgaren Hemant Lakhani i förvar som ett resultat av den brottsprovokation som arrangerats i samverkan med amerikanska, brittiska och ryska säkerhetstjänster. Hemant Lakhani hade, som han trodde, emottagit en äldre generations Igla och han försökte föra in den i USA. Det har sagts att han tänkte använda roboten i en attack mot den amerikanske presidentens flygplan Air Force One eller mot ett kommersiellt flygplan. Han ska också ha planerat att köpa ytterligare 50 Igla-robotar.
Den Ryska federationens federala säkerhetstjänst, noterade dock vapenhandlarens aktiviteter i Ryssland och tog kontakt med amerikanarna vilket ledde till att Lakhani kontaktades av amerikanska agenter. Agenterna uppträdde som terrorister som ville skjuta ner ett kommersiellt flygplan. Lakhani erhöll senare en icke-fungerande Igla-robot av ryska agenter som arbetade under täckmantel. När Lakhani sedermera flög till USA så arresterades han i Newark, New Jersey när han överlämnade försändelsen till en förklädd amerikansk agent. En malaysier, Moinuddeen Ahmed Hameed, och en amerikan, Yehuda Abraham, som sades ha tillhandahållit pengar för robotköpet, blev också arresterade.	
Man har noterat att Hemant Lakhani inte hade några kontakter i Ryssland innan den amerikanska underrättelsetjänsten arrangerade dessa åt honom och att han inte har någon tidigare historia av inblandning i vapensmuggling . Detta faktum lägger vissa tvivel över påståendet att det skulle existerat några egentliga attentatsplaner i verkligheten.
Igla och Igla-1 har exporterats från Ryssland till över 30 länder, däribland Bosnien och Hercegovina, Bulgarien, Kroatien, Tyskland, Malaysia, Finland, Indien, Irak, Polen, Singapore, Serbien och Montenegro, Slovenien, Sydkorea och Syrien. Ett flertal gerilla- och terroristorganisationer har också Igla-robotar enligt källor. År 2003 var enhetspriset ungefär 60 000–80 000 USD.